# Мормишка

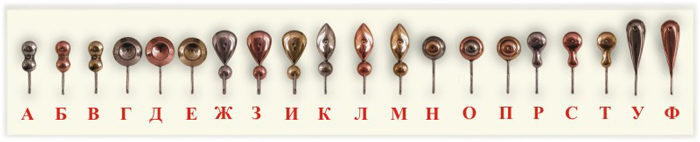
Мормишки

Мормишка[джерело?] — рибальська снасть: гачок, впаяний в свинцеву або олов'яну дробинку.

## Загальний опис
Використовується в аматорському та спортивному рибальстві. Як правило, для залучення риби поверхня дробинки з одного боку (зазвичай з верхньої) має блискуче покриття (зазвичай золотаве, сріблясте, бронзове) або забарвлена. Іноді успіх приносять блешні темних кольорів. Застосовується для зимового  і рідше літнього лову.
Слово походить від слова мормиш — назви дрібних прісноводних рачків.
Останнім часом як матеріал для мормишки також популярні вольфрамовмісні сплави і люмінесцентні матеріали, завдяки яким блешня здатна світитися. Зустрічаються також блешні, виготовлені із застосуванням сталі, срібла. З дорогоцінних металів зазвичай виготовляють лише тонку «коронку», яка кріпиться на поверхні приманки.

## Різновиди
За формою мормишки бувають круглі («дробинка», у формі кулі), напівкруглі (у вигляді плескатої кулі, або диска), трикутні («трьохгранка»), ромбоподібні, у формі опариша, у формі мухи («муха»), у формі краплі («крапелька»), подвійні («мураха», у вигляді двох з'єднаних дробинок) та інших форм («кролик», «овсинка», «уральська», «чечевичка» та ін.). Існує цілий модельний ряд тульських блешень Пушкова («дробинка», «крапля», «мураха», «овсинка», «чорт», «шайба»), кожна з яких виробляється у двох кольорах: незабарвлена — металева та мідна — гальванічне покриття.
Як правило, в блешню впаюється один гачок (наприклад, варіант «кобра» або «котяче око»). Але зустрічаються блешні з двома впаяними гачками, що дивляться нагору. Такі блешні називають «коза». Зустрічаються також і блешні з впаяним трійником, їх називають «чортик». «Чортики», як правило, фарбують у чорний колір. Крім того, є блешні з підвісним гачком — не впаяним, а прикріпленим за кільце. Ця конструкція називається «відьма».

## Застосування
При лові на мормишку використовують як «голі», так і мормишки з наживкою або комбінацією декількох наживок (так званий «бутерброд»).
Як наживка при лові на мормишку найчастіше використовується мотиль або опариш. Закріпити наживку в такому разі необхідно під правильним кутом між блешкою та ліскою. Приблизно 30-35 градусів має становити це значення. Іноді ловлять також на личинку короїда або реп'яхової молі, личинку оси, штучну наживку або взагалі на голу блешню, так звану «безмотилку». Безнасадочні мормишки привертають рибу своєю грою, а не запахом. Для лову на них потрібна майстерність та талант. Суть гри такою блешнею — підібрати такі коливання, при яких приманка зімітує рухи реальних кормових об'єктів. У цьому випадку відбудеться клювання.